# Sneha Revanur
Sneha Revanur   (San José, 2004) és una activista estatunidenca, d'ascendència índia. És la fundadora i presidenta d'Encode Justice, una organització juvenil que defensa la regulació global de la intel·ligència artificial. El 2023, Politico la va descriure com la Greta Thunberg de la IA.

## Biografia
Revanur va néixer i es va criar a San José, Califòrnia, on va assistir a l'Evergreen Valley High School i va ser delegada al Programa Juvenil del Senat dels Estats Units. Quan van créixer, els dos pares de Revanur van treballar en tecnologia, igual que la seva germana gran. Descriu com la seva educació a Silicon Valley va influir en el seu activisme: «Vaig estar exposat des del principi a una cultura de pensar que tots els problemes de la societat es poden solucionar amb algun tipus de solució computacional, ja sigui una aplicació mòbil o un model d'aprenentatge automàtic... Sempre hi va haver aquesta visió que la innovació era una mena de bala de plata... Sovint dic que, si hagués nascut en qualsevol altre lloc, Encode Justice no existiria».
Revanur és ara estudiant a la Universitat Stanford i espera assistir a la facultat de dret després de graduar-se. Va assistir al Williams College, on va estudiar economia política, abans de traslladar-se a Stanford.

## Activisme
A la primavera de 2023, Revanur va liderar una coalició de 10 organitzacions dirigides per joves per enviar una carta conjunta als líders del Congrés i a l’Oficina de Política Científica i Tecnològica de la Casa Blanca demanant la inclusió dels joves en els consells assessors i de supervisió de la IA. Ha afirmat que el projecte va sorgir per la preocupació sobre l'impacte de la IA generativa a la societat després del llançament de GPT-4. Més tard aquell any, Revanur va ser convidat a reunir-se amb el vicepresident Harris com el participant més jove d'una taula rodona de líders de la societat civil convocada per discutir les amenaces que suposava la IA. Revanur va descriure això com «un punt d'inflexió força significatiu per augmentar la legitimació de les veus dels joves a l'espai».
A la primavera de 2024, Encode Justice va llançar una plataforma global de polítiques d'IA anomenada AI 2030, centrada en els impactes sobre els joves. La plataforma inclou aproximadament 20 recomanacions per als líders mundials per abordar reptes com els deepfakes polítics, el biaix algorítmic, les armes autònomes i els riscos d'ús indegut dels models avançats d'IA. El conjunt de recomanacions polítiques està avalat per figures com Yoshua Bengio, Gary Marcus, Stuart Russell, Mary Robinson i Joseph Gordon-Levitt.

### Codificar la Justícia
Revanur va fundar Encode Justice el juliol de 2020, als quinze anys, després de trobar-se amb la Proposició 25 de Califòrnia, una mesura electoral que hauria substituït l'ús de la fiança en efectiu a tot l'estat per algorismes d'avaluació de riscos previs al judici. Descriu estar alarmada pel repte del biaix algorítmic després de llegir una investigació de ProPublica del 2016, que va inspirar la seva decisió d'oposar-se a la Proposició 25: 
| « | Va ser un despertar molt groller per a mi en què em vaig adonar que la tecnologia no és una cosa absolutament objectiva i neutral com s'ha informat. | » |

 El grup va ampliar els seus membres i va mobilitzar estudiants per participar en els esforços de sensibilització i sensibilització dels votants. Després que la Proposició 25 no es va aprovar, Revanur va ampliar l'enfocament d'Encode Justice per incloure altres reptes socials relacionats amb l'ús de la IA, com ara la vigilància, la desinformació i la pèrdua de llocs de treball.
Encode Justice abasta ara uns 1.000 joves, principalment estudiants de secundària i universitaris. Des de la seva fundació, Encode Justice ha contribuït a iniciatives polítiques d'IA, inclòs el projecte de l'administració Biden per a una Declaració de drets d'IA. L'organització també gestiona un programa de tallers i ha establert una xarxa de capítols global.
Revanur ha expressat una preocupació creixent per la possibilitat de danys catastròfics a més gran escala de la IA. L'octubre de 2023, Encode Justice va publicar una declaració conjunta amb el Future of Life Institute. A la cimera futurista del Washington Post, Revanur va fer referència a la declaració i va parlar en contra de les lluites internes entre els experts en IA impulsades per una visió de suma zero de la governança de la IA.
Encode Justice és un patrocinador del projecte de llei SB 1047 de Califòrnia, la Llei d'innovació segura i segura per a models d'intel·ligència artificial de frontera.

## Premis i honors
El 2023, Revanur va ser l'individu més jove nomenat a la llista inaugural de TIME de les 100 persones més influents en intel·ligència artificial. El desembre de 2024, Sneha Revanur va ser inclosa a la llista de les 100 dones de la BBC .